# Tschabany
Tschabany (ukrainisch Чабани; russisch Чабаны Tschabany) ist eine Siedlung städtischen Typs in der ukrainischen Oblast Kiew mit etwa 4600 Einwohnern (2019).

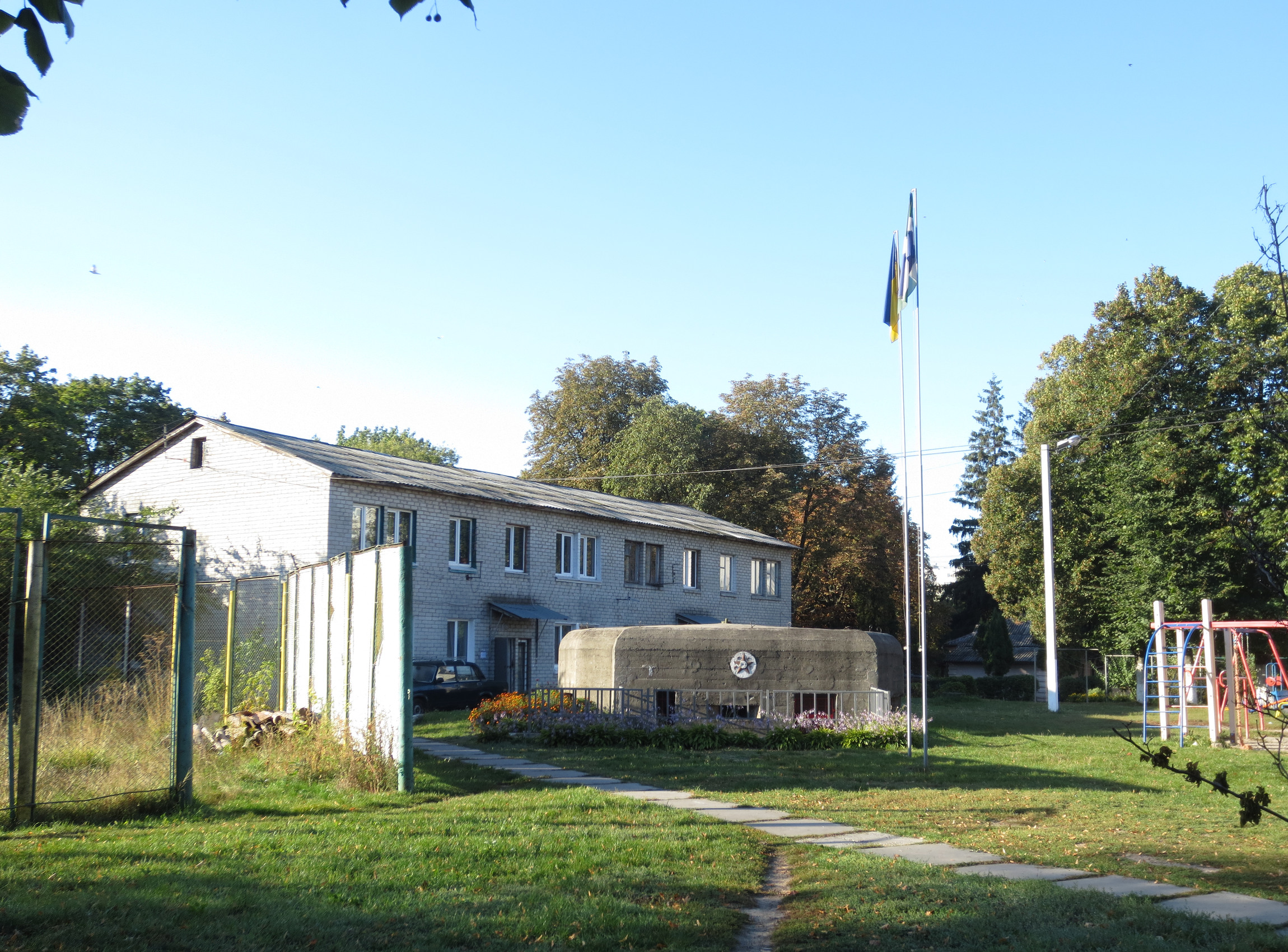
Gebäude im Ort

Tschabany liegt im Rajon Kiew-Swjatoschyn an der Fernstraße M 05 19 km südwestlich des Stadtzentrums von Kiew (Stadtrajon Holossijiw).

## Verwaltungsgliederung
Am 12. Juni 2020 wurde die Siedlung zum Zentrum der neugegründeten Siedlungsgemeinde Tschabany (Чабанівська селищна громада/Tschabaniwska selyschtschna hromada). Zu dieser zählen auch das eine in der untenstehenden Tabelle aufgelistete Dorf, bis dahin bildete sie zusammen mit dem Dorf Nowosilky die gleichnamige Siedlungsratsgemeinde Tschabany (Чабанівська селищна рада/Tschabaniwska selyschtschna rada) im Süden des Rajons Kiew-Swjatoschyn.
Am 17. Juli 2020 kam es im Zuge einer großen Rajonsreform zum Anschluss des Rajonsgebietes an den Rajon Fastiw.
Folgende Orte sind neben dem Hauptort Tschabany Teil der Gemeinde:
| Name                     | Name       | Name                   |
| ukrainisch transkribiert | ukrainisch | russisch               |
| ------------------------ | ---------- | ---------------------- |
| Nowosilky                | Новосілки  | Новосёлки (Nowosjolki) |

Tschabany wurde 1670 gegründet und besitzt seit 1981 den Status einer Siedlung städtischen Typs.